# 초광속 운동

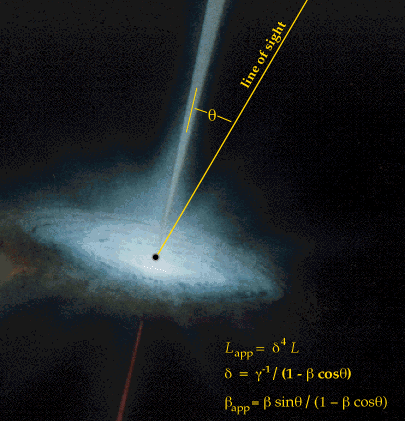
초광속 운동

천문학에서 초광속 운동(superluminal motion)이란 전파은하, 도마뱀자리 BL 천체, 퀘이사, 최근에는 마이크로 퀘이사라고 부르는 일부 은하계에서 일어나는 초광속으로 일어나는 운동이다. 이 천체들은 모두 빠른 속도로 질량을 방출하는 블랙홀이 포함되어 있는 것으로 추측된다.
초광속 운동을 처음으로 관측한 것은 1970년대로, 이는 우주론적 거리를 가진 퀘이사가 있다는 증거였다. 극히 일부의 천체 물리학자가 초광속 운동이 실제한다고 주장하나, 대부분은 초광속으로 운동하는 것처럼 보이는 것은 착시의 일종이며 특수 상대성이론과는 양립 불가능한 존재할 수 없는 현상이라고 주장한다.

## 설명
이 현상은 제트가 관찰자 앞쪽으로 거의 작은 각도로 빛의 속도와 근접하여 움직이고 있기 때문에 보여진다. 고에너지 제트가 지나온 모든 지점이 빛을 내고 있기 때문에 이 빛은 제트 자체보다 더 빨리 관찰자에게 도달하지 못한다. 이로 인해 수백년 동안 제트가 움직이며 방출한 빛은 프론트엔드(가장 처음으로 방출한 빛)와 백엔드(가장 나중에 방출한 빛) 사이 거리가 수백광년보다 짧아져 빛들은 10-20년이라는 매우 짧은 시간 동안 지나가 관찰자에게 도달하게 되고, 이는 빛의 속도보다 더 빠르게 이동했다는 착각을 준다.
이 설명은 제트가 관찰자의 시선과 충분히 작은 각도를 이루며 다가와야지만 특정 경우에 초광속 운동을 하는 것처럼 보이는 것을 설명할 수 있다.
초광속 운동은 종종 하나는 지구 반대편으로, 하나는 지구 편으로 방출하는 서로 반대의 두 제트에게서 잘 보인다. 만약 두 제트 기원에서 도플러 효과가 관측된다면 다른 관측자는 또 다른 속도와 거리가 측정될 수 있다.

### 일부 반증
1983년 초, 조드럴 뱅크 천문대에서 열린 "초광속 운동 워크숍"에서는 당시 알려져 있던 7개의 초광속 운동 제트를 다음과 같이 언급했다.
스치르지는 ... [거대 외부 제트를 보여주는] 아크초 단위 해상도의 지도를 보여주며 ... 거기서는 ... 단 하나(3C 273)를 제외한 그동안 알려진 모든 초광속 운동 제트의 외부 이중구조를 보여주었다. 당혹스러웠던 지점은 [천구에서] 외부 구조의 평균 투영 크기는 보통의 전파 방출 천체의 크기보다 작았다는 것이다.
다른 말로, 제트는 평균적으로 우리의 시선과 가까운 곳에 있지는 않았다는 것이다.
1993년, 톰슨 등의 학자들은 3C 273 퀘이사의 외부 제트가 우리의 시선과 거의 동일한 선에 놓여 있다고 추측했다. 이 퀘사의 (내부) 제트를 따라 최대 9.6c에 달하는 초광속 운동이 관측되었다.
처녀자리 A 은하의 제트 안쪽에서는 최대 6c에 달하는 초광속 운동이 관측되었다. "좁은 각도" 모델에서 설명하는 초광속 운동은 제트와 우리의 시선이 최대 19° 내여야 설명이 가능했다. 하지만, 이 제트를 관측한 결과 우리 시선과 대략 43°정도 떨어져 있었음이 발견되었다. 이 같은 과학자 그룹들은 나중에 발견을 보강하여 제트 내에 초광속 운동이 있었다고 주장했다.
이와 같은 초광속 운동 문제를 해결하기 위하여, 제트 내에 발생하는 난기류 및 "거대한 원뿔운동"이 겉보기 속력이 초광속인 것으로 보이게 만든다고 주장했으며 실제로 이런 가설을 뒷받침하는 증거들이 있는 것으로 보인다.

#### 겉보기 속력
이 모델에서는 광속으로 전달되는 파의 정보와 파면의 실제 위치 변화율에 대한 정보의 차이로 초광속 운동을 설명한다. 관측자의 시야를 가로질러 움직이는 파관(유리관) 내의 빛 펄스가 있다 가정한다면, 펄스는 파관 내에서 광속으로 움직인다. 만약 펄스가 관찰자를 향해 앞으로 움직여도 파동의 정보는 광속의 속도로 받을 것이다. 만약 도파관 자체가 펄스의 위치 정보가 움직이는 방향과 같은 방향으로 움직인다면 펄스의 측면 방출 변화만큼 관측자에게 변화되어 전달될 것이다. 이때 관측자는 위치 변화율이 겉보기에 곡면을 가로지르는 그림자의 끄트머리처럼 광속 이상으로 운동하는 것처럼 보이게 된다. 사실 관측자가 보이게 같다고 보이는 펄스는, 실제로는 다른 위치에 있는 다른 펄스의 위치 정보이며, 특수 상대성이론의 광속 불변의 법칙에 위배되지 않는다. 모든 국지적 장에서는 광속이 불변하다.

## 겉보기 속력의 유도
활동은하핵의 중심에서 상대론적 제트가 속력 v로 AB를 따라 움직인다고 하자. 관측자는 점 O에서 제트를 관측하고 있다. 시간 {\displaystyle t_{1}}일 때 점 A에서 제트가 광선을 방출하고, {\displaystyle t_{2}}일 때 점 B에서 또다른 광선이 방출된다고 하자. O의 관측자는 각각 {\displaystyle t_{1}^{\prime }}와 {\displaystyle t_{2}^{\prime }}일 때 광선을 관측한다. 이 때, 두 광선이 방출된 지점 사이의 각도 {\displaystyle \phi }는 극히 작아 {\displaystyle D_{L}}로 표시된 두 지점과 O 사이의 거리는 모두 같다고 가정하자. 그렇다면
{\displaystyle AB=v\delta t}
{\displaystyle AC=v\delta t\cos \theta }
{\displaystyle BC=v\delta t\sin \theta }
{\displaystyle t_{2}-t_{1}=\delta t}
{\displaystyle t_{1}'=t_{1}+{\frac {D_{L}+v\delta t\cos \theta }{c}}}
{\displaystyle t_{2}'=t_{2}+{\frac {D_{L}}{c}}}
{\displaystyle \delta t'=t_{2}'-t_{1}'=t_{2}-t_{1}-{\frac {v\delta t\cos \theta }{c}}=\delta t-{\frac {v\delta t\cos \theta }{c}}=\delta t(1-\beta \cos \theta )}, where {\displaystyle \beta =v/c}
{\displaystyle \delta t={\frac {\delta t'}{1-\beta \cos \theta }}}
{\displaystyle BC=D_{L}\sin \phi \approx \phi D_{L}=v\delta t\sin \theta \Rightarrow \phi D_{L}=v\sin \theta {\frac {\delta t'}{1-\beta \cos \theta }}}
{\displaystyle CB}를 따라 보이는 횡단속도는 {\displaystyle v_{\text{T}}={\frac {\phi D_{L}}{\delta t'}}={\frac {v\sin \theta }{1-\beta \cos \theta }}}이다.
{\displaystyle \beta _{\text{T}}={\frac {v_{\text{T}}}{c}}={\frac {\beta \sin \theta }{1-\beta \cos \theta }}.}
겉보기 횡단속도는 각도에 따라 최대값을 가진다.(단 {\displaystyle 0<\beta <1})
{\displaystyle {\frac {\partial \beta _{\text{T}}}{\partial \theta }}={\frac {\partial }{\partial \theta }}\left[{\frac {\beta \sin \theta }{1-\beta \cos \theta }}\right]={\frac {\beta \cos \theta }{1-\beta \cos \theta }}-{\frac {(\beta \sin \theta )^{2}}{(1-\beta \cos \theta )^{2}}}=0}
{\displaystyle \Rightarrow \beta \cos \theta (1-\beta \cos \theta )^{2}=(1-\beta \cos \theta )(\beta \sin \theta )^{2}}
{\displaystyle \Rightarrow \beta \cos \theta (1-\beta \cos \theta )=(\beta \sin \theta )^{2}\Rightarrow \beta \cos \theta -\beta ^{2}\cos ^{2}\theta =\beta ^{2}\sin ^{2}\theta \Rightarrow \cos \theta _{\text{max}}=\beta }
{\displaystyle \Rightarrow \sin \theta _{\text{max}}={\sqrt {1-\cos ^{2}\theta _{\text{max}}}}={\sqrt {1-\beta ^{2}}}={\frac {1}{\gamma }}}, where {\displaystyle \gamma ={\frac {1}{\sqrt {1-\beta ^{2}}}}}
{\displaystyle \therefore \beta _{\text{T}}^{\text{max}}={\frac {\beta \sin \theta _{\text{max}}}{1-\beta \cos \theta _{\text{max}}}}={\frac {\beta /\gamma }{1-\beta ^{2}}}=\beta \gamma }
만약 {\displaystyle \gamma \gg 1}이라면(즉, 제트의 속도가 광속에 가까울 때) {\displaystyle \beta <1}에도 불구하고 {\displaystyle \beta _{\text{T}}^{\text{max}}>1}이다. 또한, {\displaystyle \beta _{\text{T}}>1}라는 말은 관측자가 측정할 수 있는 천구에서의 유일한 속력인 {\displaystyle CB}사이의 횡단속도가 진공에서의 광속보다 더 크게 보인다는 것을 의미하며, 이는 겉보기에 초광속 운동을 하는 것처럼 보인다.

## 같이 보기
- 초고에너지 우주선
- 초광속 (FTL)
- 초광속 통신
- 양자 얽힘